# Društvene nauke
Društvene nauke proučavaju razne aspekte socijalnog života društva ili pojedinca, primenom naučnih metodologija. Društvene nauke obuhvataju antropologiju, komunikologiju, ekonomiju, antropogeografiju, istoriju, politikologiju, psihologiju i sociologiju.

## Istorija društvenih nauka
Reč „nauka” starija je od svoje moderne upotrebe. Uticajem pozitivizma reč je postala skraćenica za „prirodne nauke”. Društvo je tek nedavnim razvitkom postalo objekt organizovanog korpusa znanja koje se može standardizovati i o njemu objektivno promišljati, sledeći vlastita pravila i metodologiju.

### Antička Grčka
U antičkoj filozofiji nije postojala razlika između matematike i proučavanja istorije, poezije ili politike. Tek se razvojem matematičkog dokaza postupno isticala percipirana razlika između „naučnih” i drugih disciplina. Aristotel je stoga proučavao planetarno kretanje i poeziju istim metodama, a Platon je kombinovao geometrijske dokaze s vlastitom demonstracijom stanja intrinzičnog znanja.

### Islamska civilizacija
Značajne doprinose društvenim naukama ostvarili su muslimanski naučnici u islamskoj civilizaciji. Al-Biruni (973 - 1048) nazivan je „prvim antropologom”. On je napisao detaljne komparativne studije o antropologiji naroda, religija i kultura na Bliskom istoku, Mediteranu i u južnoj Aziji. Al-Birunijeva antropologija religije bila je jedina moguća stvar za naučnika duboko uronjenog u nauke drugih naroda. Nekoliko je naučnika takođe hvalilo Birunija zbog njegove islamske antropologije.
Ibn Haldun (1332 - 1406) smatran je ocem demografije, istoriografije, filozofije istorije, sociologije i društvenih nauka, te označen pionirom moderne ekonomije. Najpoznatiji je po svom delu Mukadimah (grčki Prolegomenon).

### Evropska misao
Nakon pada Rima, koji je učinio malo po pitanju nauke, teoretisanje je prešlo u ruke sveštenstva i grupe učenjaka poznatih kao skolastici. Istaknuti mislioci srednjeg veka poput Abelarа, Erijugene, Сv. Anselma i Ivana od Sоlsberija napisali su nekoliko komentara o ekonomskoj analizi. Toma Akvinski je u 13. veku izrazio zanimanje za političku sociologiju, te je pisao o ekonomiji. Neposredno pred renesansu oko 14. veka Buridanus i Oresmius pisali su o novcu. U 15. veku Sv. Antonin Firentinski pisao je o opštem ekonomskom procesu. U 16. veku Leonard de Lejs (Lesius), Huan de Lego, a posebno Luj Molina pisali su o ekonomskim temama. Ovi pisci fokusirali su se na objašnjavanje vlasništva kao nečega za „javno dobro”.
Reprezentativne figure 17. veka bili su Dejvid Hartli, Hugo Grotius, Tiomas Hobs, Džon Lok, te Samuel fon Putendorf. Tomas Hobs je raspravljao kako deduktivno zaključivanje iz aksioma stvara naučni okvir, te je stoga njegov Levijatan bio naučni opis političkog komonvelta. U osamnaestom veku društvene nauke su se nazivale moralnom filozofijom nasuprot prirodnoj filozofiji i matematici, a uključivale su prirodnu teologiju, prirodnu etiku, prirodnu jurisprudenciju te politiku koja je uključivala ekonomiju i financije („dohodak”). Čista filozofija, logika, književnost i istorija bili su izvan te dve kategorije. Adam Smit bio je profesor moralne filozofije, te učenik Fransisa Hačisona. Ličnosti tog vremena bili su Fransoa Kene, Ruso, Đanbatista Viko, Vilijam Godvin, Gabriel Bonet de Mabli, te Andre Morelet. Francuska enciklopedija koja je nastala u to vreme sadržavala je različita dela o društvenim naukama.

## Literatura
- Michie, Jonathan, ed. Reader's Guide to the Social Sciences (2 vol. 2001) 1970 pages annotating the major topics in the late 20th century in all the social sciences.
- Neil J. Smelser and Paul B. Baltes International Encyclopedia of the Social & Behavioral Sciences. Amsterdam: Elsevier. 2001.
- Byrne, David S. (1998). Complexity theory and the social sciences: an introduction. Routledge. ISBN 9780415162968.
- Kuper, A., and Kuper, J. (1985). The Social Science Encyclopedia.. London: Routledge & Kegan Paul. (ed., a limited preview of the 1996 version is available)
- Lave, Charles A.; March, James G. (1993). An introduction to models in the social sciences. Lanham, Md: University Press of America. ISBN 9780819183811.
- Perry, John and Erna Perry. Contemporary Society: An Introduction to Social Science (12th Edition, 2008), college textbook
- Potter, D. (1988). Potter, David (1981). Society and the social sciences: An introduction. Routledge. ISBN 9780415039819.. London: Routledge [u.a.].
- David L. Sills and Robert K. Merton International Encyclopedia of the Social Sciences. 1968..
- Seligman, Edwin R.A. and Alvin Johnson (1934). Encyclopedia of the Social Sciences.
- Ward, L.F. (1924). Ward, Lester Frank (1888). Dynamic sociology, or applied social science: As based upon statical sociology and the less complex sciences.. New York: D. Appleton.
- Leavitt, F.M., and Brown, E. (1920). Leavitt, Frank Mitchell; Brown, Edith (1917). Elementary social science.. New York: Macmillan.
- Bogardus, E.S. (1913). Bogardus, Emory Stephen (1913). Introduction to the social sciences: A textbook outline.. Los Angeles: Ralston Press.
- Small, A.W. (1910). Small, Albion W. (1910). The meaning of social science. University of Chicago Press. ISBN 9780598772312.. Chicago: The University of Chicago Press.
- Andrews, S.P. (1888). Andrews, Stephen Pearl (1888). The science of society.. Boston, Mass: Sarah E. Holmes.
- Denslow, V.B. (1882). Modern thinkers principally upon social science: What they think, and why.. Chicago: Belford, Clarke & Co.
- Harris, William Torrey (1879). Harris, William Torrey (1879). Method of Study in Social Science.. A Lecture Delivered Before the St. Louis Social Science Association, March 4, 1879. St. Louis: G.I. Jones and Co, 1879.
- Hamilton, R.S. (1873). Present status of social science. A review, historical and critical, of the progress of thought in social philosophy.. New York: H.L. Hinton.
- Carey, H.C. (1867). Principles of social science.. Philadelphia: J.B. Lippincott & Co. [etc.]. Volume I, Volume II, Volume III.
- Calvert, G.H. (1856). Introduction to social science: A discourse in three parts. New York: Redfield.
- Backhouse, Roger E., and Philippe Fontaine, eds. (2014). A historiography of the modern social sciences. Cambridge University Press..
- Backhouse, Roger E.; Fontaine, Philippe, ур. (2010). The History of the Social Sciences Since 1945. Cambridge University Press.. covers the conceptual, institutional, and wider histories of economics, political science, sociology, social anthropology, psychology, and human geography.
- Delanty, G. (1997). Social science: Beyond constructivism and realism. Minneapolis: University of Minnesota Press.
- Hargittai, E. (2009). Research Confidential: Solutions to Problems Most Social Scientists Pretend They Never Have. Ann Arbor: University of Michigan Press. ISBN 978-0-472-02653-1. Архивирано из оригинала 14. 09. 2012. г. Приступљено 29. 12. 2020. 978-0-472-05026-0
- Hunt, E.F.; Colander, D.C. (2008). Social science: An introduction to the study of society. Boston: Peason/Allyn and Bacon. ISBN 978-0-205-52406-8.
- Carey, H.C.; McKean, K. (1883). Manual of social science; Being a condensation of the Principles of social science. Philadelphia: Baird.
- Galavotti, M.C. (2003). Observation and experiment in the natural and social sciences. Boston studies in the philosophy of science. 232. Dordrecht: Kluwer Academic. ISBN 978-1-4020-1251-8.
- Gorton, W.A. (2006). Karl Popper and the social sciences. SUNY series in the philosophy of the social sciences. Albany: State University of New York Press.
- Harris, F.R. (1973). Social science and national policy. New Brunswick, N.J.: Transaction Books. ISBN 978-1-4128-3445-2.. distributed by Dutton
- Krimerman, L.I. (1969). The nature and scope of social science: A critical anthology. New York: Appleton-Century-Crofts. ISBN 9780390526786.
- Rule, J.B. (1997). Theory and progress in social science. Cambridge: Cambridge University Press. ISBN 9780521573658.
- Shionoya, Y. (1997). Schumpeter and the idea of social science: A metatheoretical study. Historical perspectives on modern economics. Cambridge: Cambridge University Press.
- Singleton, Royce, A.; Straits, Bruce C. (1988). Approaches to Social Research. Oxford University Press. ISBN 978-0-19-514794-0. Архивирано из оригинала 3. 3. 2007. г.
- Thomas, D. (1979). Naturalism and social science: a post-empiricist philosophy of social science. Cambridge University Press Archive. ISBN 978-0-521-29660-1.
- Trigg, R. (2001). Understanding social science: A philosophical introduction to the social sciences. Malden, Mass: Blackwell Publishers.
- Weber, M. (1906) [1904]. The Relations of the Rural Community to Other Branches of Social Science, Congress of Arts and Science: Universal Exposition. St. Louis: Houghton, Mifflin and Company.
- Creswell, John W. Educational research : planning, conducting, and evaluating quantitative and qualitative research. ISBN 1-299-95719-6. OCLC 859836343.
- The Annals of the American Academy of Political and Social Science, ISSN 1552-3349 (electronic) ISSN 0002-7162 (paper), SAGE Publications
- Efferson, C. and Richerson, P.J.(In press). A prolegomenon to nonlinear empiricism in the human behavioral sciences. Philosophy and Biology. Full text
- George H. Smith (2014). Intellectuals and Libertarianism: Thomas Sowell and Robert Nisbet
- Phil Hutchinson, Rupert Read and Wes Sharrock (2008). There's No Such Thing as a Social Science. Ashgate Publishing. ISBN 978-0-7546-4776-8.
- Sabia, D.R., and Wallulis, J. (1983). Sabia, Daniel R.; Wallulis, Jerald (јануар 1983). Changing social science: Critical theory and other critical perspectives. SUNY Press. ISBN 9780873956796.. Albany: State University of New York Press.